# 吉田舞 (アニメーション作家)
吉田 舞（よしだ まい）は、イギリスのアニメーション作家。

## 人物・来歴
2004年にロンドンのCamberwell College of Artのイラストレーション科でBAを取得した後、2006年に Royal College of Art（en）にてコミュニケーション・アート＆デザインの修士号を取得。
その後はロンドンを拠点に制作、国際的に展覧会や映画祭にて作品を発表している。

## 受賞歴
- Alice's Cave がThe Columbus International Film and Video Festival AKA The Chris Awardsにてブロンズ賞を受賞。（2004年、アメリカ）
- Last Snow Before Spring が第11回文化超メディア祭にて審査委員会推薦賞を受賞。（2007年 東京）
- 札幌国際フィルムフェスティバルにて監督賞ショートリストに選ばれる。（2009年 札幌）

## 上映歴
- ALice's Cave, Portobello Film 映画祭（2004年、 ロンドン）
- ALice's Cave, KYIV International Film Festival Moloditにて上映（2004年、キエフ）
- Alice's Cave, The New York Independent International Video Film　映画祭にて上映（ニューヨーク、2004年）
- Chemical ReactionLVEs, Alice's Cave, The Can Film 映画祭にて上映。（レスター、2005年）
- Alice's Cave, Onedotzero9 UNCUTのイベントでICAにて上映。（2005年、ロンドン
- The Fish's Wish, The Can Film Festival にて上映。（2006年、レスター）
- The Fish's Wish, The Hull International 映画祭にて上映。（2006年、ハル）
- The Fish's Wish, The Shots マガジンのオープニングパーティにて上映。（2006年、ロンドン）
- The Fish's Wish、Colours が Buffalo映画祭にて上映される。（2008年、ロンドン）
- Last Snow Before Spring　がCineRail映画祭にて上映される。（2010年、パリ）

## 展覧会
- L.O.S.T（パリ、2004年）
- Future Map 04 （ロンドン、2004年）
- Pinocchio（Aqffin Gallery、東ロンドン、2006年）
- Caltin Art Prize（Ada Gallery、ロンドン）
- 日英テンポラリーアート展覧会テクマクマヤコン（自由学園明日館、東京、2007年）
- London Calling New Delhi（ニューデリー、インド）
- Media Art Festival（国立新美術館、東京）
- London Calling Tokyo（新宿文化クイントンビル、2008年）
- Between Journeys（The Conceptual International Gallery、リヴァプール、2009年）
- Parallel Signal （Artspace Hue、ソウル、2009年）

## 活動歴
- 2008年から2009年の間ポーラ美術振興財団の海外研修生として制作活動をする。（2008年−2009年、ロンドン）
- ハコトリ（函館開港150周年記念）を祝して上映。（2008年、函館）[1]
- London Educational Partnership Awardsのテーマデザイナーに選ばれる。（2007年-2009年、ロンドン）
- Kochipanマガジンにて掲載。（2009年、パリ）[2]
- International School of Creative Arts のインタビュー（2009年、ロンドン）
- 映像作家100人 2010に掲載。（2010年、日本）[3]